# Felix Antonín Scheffler
Felix Antonín Scheffler, též Felix Anton Schöpfler (29. srpna 1701 Mainburg – 10. ledna 1760 Praha) byl český malíř bavorského původu, autor četných nástěnných a oltářních maleb vrcholného a pozdního baroka v Čechách a ve Slezsku, často pracoval ve službách benediktinů.

## Život
Narodil se v bavorském Mainburgu, kde se nejprve učil v dílně svého otce Wolfganga Schefflera. Dále se učil v Mnichově v dílně Kosmy Damiána Asama malířem oltářních obrazů a barokních nástěnných maleb, zejména iluzivních architektur. Se svým učitelem údajně odjel na svou prvou praxi malovat fresky do benediktinského kláštera v Lehnickém Poli. Od té doby často pracoval ve službách benediktinů ve východních Čechách, ve Slezsku i v Praze.
Jako jeho první samostatné dílo se uvádí výmalba ložnice na zámku Karlsburg v Durlachu z let 1727–1728. O rok později spolu se svým bratrem Christophem Thomasem vyzdobil freskami schodiště dnes zničené biskupské rezidence ve Wormsu na objednávku Franze Ludwiga von Pfalz-Neuburg, který byl zároveň kurfiřtem mohučským, biskupem vratislavským a velmistrem Řádu Německých rytířů. Z jeho iniciativy rytíři po roce 1730 ve Slezsku založili kostel sv. Kříže v Nise, který Scheffler vymaloval. Roku 1732 se ve Vratislavi oženil s Marií Barborou Heigelovou a pracoval zde pro církev i světskou šlechtu. Roku 1734 jej angažoval jako svého dvorního malíře Filip Ludvík ze Sinzendorfu.
V Praze se usadil před rokem 1747 s rodinou, vstoupil do malířského cechu a zde také zemřel. Do Bavorska odtud vyjížděl malovat jen v sezóně.

## Dílo

### Čechy

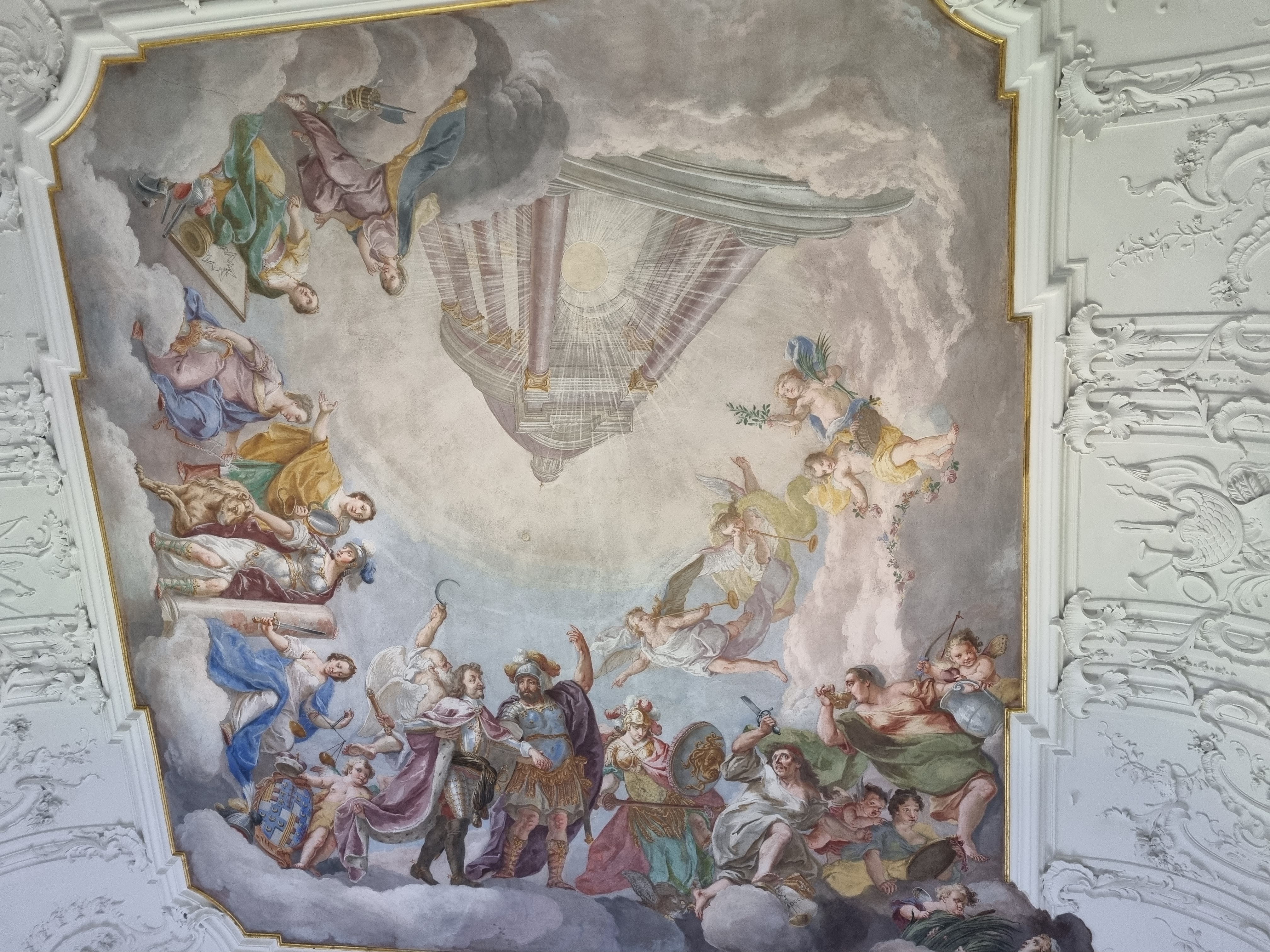
Alegorie ctností Ottavia Piccolominiho, zámek v Náchodě (1751)

- Svatý Jan Nepomucký mezi českými patrony, freska v kapli rezidence benediktinů Hrdly (1747)
- Alegorie Poznání světa, freska ve starém Matematickém sále Klementina v Praze (1747)[1]
- Oslava sv. Jiří, patronátní kostel benediktinů sv. Jiří v Martínkovicích (1748)
- Apoteóza sv. Václava s českými patrony, fresky ve farním kostele sv. Václava v Broumově (1748)
- Alegorie Božské Prozřetelnosti, klenba knihovny kláštera benediktinů v Praze-Břevnově (1748)
- Alegorie vlastností a ctností Ottavia Piccolominiho, nástropní malba ve Španělském sále zámku v Náchodě (1751)
- Kázání sv. Jana Křtitele, oltářní obraz v hřbitovním kostele sv. Jana Křtitele v Náchodě (1751)
- Shromáždění olympských bohů v hlavním sále a Nejsvětější Trojice v kapli zámku Jemniště (1754), návrh je ve vídeňské Albertině
- Svatý Josef, Svatý Antonín, oltářní obrazy v kostele sv. Kříže v Liberci (1757–1758)

### Morava
- fresky a oltářní obrazy v bývalém jezuitském kostele Nanebevzetí Panny Marie v Brně (1744–1746)
- Svatý Bernard, Svatý Benedikt, oltářní obrazy v bývalém cisterciáckém kostele na Starém Brně (1746)
- Korunování Panny Marie, freska v zámecké kapli ve Starém Hobzí (1728)[2]

### Slezsko

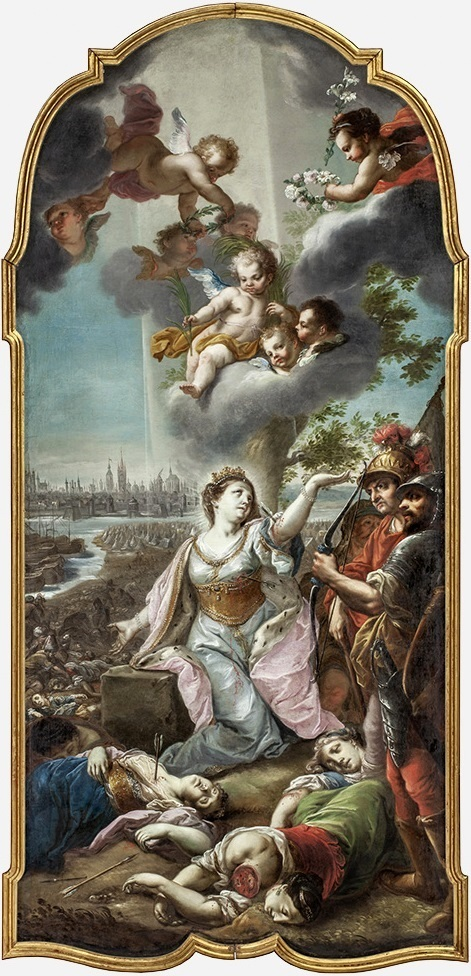
Umučení sv. Voršily a jejích družek, kostel v Křesoboru (1743)

- nástropní malby, kostel sv. Kříže, Nisa (1730–1732)
- Apoteóza svatého Martina, oltářní obraz ve farním v Javoru (30. léta 18. století)
- oltářní obrazy, kostel svatého Michala v Prudníku (1735)
- Panny Marie útočiště hříšníků, oltářní obraz v kostele Nanebevzetí Panny Marie v Lubawce (1739)
- Zázračné nasycení pěti tisíc, malba na klenbě letního refektáře bývalého cisterciáckého kláštera v Lubuši (1733)
- oltářní obrazy v bývalém kostele cisterciáků v Křesoboru (1741–1743) a (1752–1753)
- fresky v pohřební kapli v katedrále sv. Jana Křtitele ve Vratislavi (kolem 1749), zničeno
- fresky Alegorie slezských knížectví na klenbách Císařského schodiště Univerzity ve Vratislavi (1734–1735)
- fresky pro klášterní kostel Panny Marie Růžencové františkánů v Kladsku (1745)
- malba na klenbě refektáře kláštera františkánů v Kladsku (1744)

### Bavorsko
- nástropní malby na schodišti biskupské rezidence ve Wormsu (1728–1729), zničeno
- Smrt svatého Benedikta, obraz na bočním oltáři v benediktinském klášterním kostele v Ettalu (1754–1756)
- fresky v kapli sv. Ignáce, bývalý jezuitský kostel sv. Kříže, Landsberg am Lech (1756)
- nástropní malby v klášterním kostele sv. Markéty, bývalý augustiniánský klášter Baumburg (1556–1557)

### Muzea a galerie
- návrhová kresba pro Jemniště – Albertina, Vídeň
- návrhová kresba sv. Ignác a čtyři světadíly – Metropolitní muzeum v New Yorku